# Julius Heinrich Petermann
Julius Heinrich Petermann (født 12. august 1801 i Glauchau, død 10. juni 1876 i Nauheim) var en tysk orientalist.
Petermann blev 1837 ekstraordinær professor i østerlandske sprog i Berlin og senere medlem af Akademiet. Han berejste Forasien og Persien i årene 1852—55 (beskrevet i hans Reisen im Orient, 2 bind, 1860—61) og 1867—68 Palæstina og Syrien.
Hans hovedværk er: Grammatica linguæ Armeniacæ (1837); værdifulde er også de af ham med andre udgivne korte grammatikker over flere østerlandske sprog: Porta linguarum Orientalium (1840; 2. udgave 1864—72).
Efter Schwartzes død udgav Petermann dennes koptiske Pistis Sophia med latinsk oversættelse (1851); 1872 begyndte han udgivelsen af Pentateuchus Samaritanus (fuldendt af Vollers 1891). Han har også udgivet: Thesaurus s. Liber magnus, vulgo liber Adami appellatus, desuden en hebraisk grammatik efter samaritansk udtale med mere.